# Zingiber latifolium
Zingiber latifolium là một loài thực vật có hoa trong họ Gừng. Loài này được Ida Theilade và John Donald Mood miêu tả khoa học đầu tiên năm 1997.

## Mẫu định danh
Mẫu định danh Mood J.D. 163A; thu thập ngày 10 tháng 2 năm 1991 tại tọa độ 5°45′0″B 116°29′59″Đ / 5,75°B 116,49972°Đ, cao độ 1.680 m, dãy núi Crocker, đường Sinsuran trên Tambunan, huyện Tambunan, tỉnh Pedalaman (Nội địa, Interior), bang Sabah, Malaysia. Mẫu holotype lưu giữ tại Trung tâm Nghiên cứu Rừng Malaysia ở Sandakan, Sabah, Malaysia (SAN). Nó cũng được trồng tại trung tâm Lan thuộc Vườn Nông nghiệp tại Tenom (huyện Tenom, tỉnh Pedalaman, bang Sabah).

## Phân bố
Loài bản địa đảo Borneo, đặc hữu dãy núi Crocker, bang Sabah, Malaysia. Môi trường sống là các sườn dốc trong rừng thứ sinh dày dặc và thoát nước tốt, ở cao độ tới 1.680 m.

## Mô tả
Thân có lá cao tới 100 cm, dày, tạo ra bề ngoài mập mạp. Các bẹ lá rậm lông mềm màu nâu ánh vàng. Lưỡi bẹ 9 mm, rậm lông, các thùy thuôn tròn rộng. Cuống 1 mm, rậm lông. Các lá hình elip, 22-25 × 10-11 cm, mặt trên nhẵn nhụi trừ về phía đáy, mặt dưới với lông lụa màu trắng, mép rậm lông tơ màu nâu ánh vàng. Cán hoa mọc từ rễ, bò sát mặt đất, dài tới 7 cm. Cành hoa bông thóc hình elipxoit-hình trứng, màu đỏ, từ hơi phủ phục tới thẳng đứng, 8-13 × 4,5-5 cm. Lá bắc hình trứng ngược, lõm, 3-4 × 2-3 cm, màu hồng chuyển thành đỏ tươi, đỉnh thuôn tròn rộng, khép kín. Lá bắc con 3 × 0,8 cm, màu trắng trong mờ. Đài hoa dài 2,5 cm, chẻ gần như tới đáy, màu trắng. Tràng hoa dài 6 cm, màu trắng; các cánh hoa với ánh vàng; thùy tràng lưng (cánh lưng) 2,7 × 0,8 cm; các cánh bên 2,7 × 0,4 cm, hợp sinh nửa dưới với cánh môi. Cánh môi dài 5,7 cm, màu trắng; thùy giữa và các thùy bên với chóp đỉnh màu vàng; thùy giữa 1,5 × 0,6 cm, hình elip hẹp, chẻ đôi; các thùy bên 0,4 × 0,4 cm, thuôn tròn. Bao phấn màu trắng. Phần phụ bao phấn màu trắng với đỉnh màu vàng. Quả không rõ.
Z. latifolium giống Z. coloratum ở chỗ có lông lụa màu trắng ở mặt dưới phiến lá, cán hoa bò sát mặt đất và cụm hoa có lá bắc màu đỏ; nhưng khác ở chỗ có bẹ lá có lông khắp phần thân, lưỡi bẹ dài hơn, phiến lá hình elip rộng với mép có lông, cụm hoa hình trứng với các lá bắc lõm và đài hoa chẻ gần như tới đáy.
Z. latifolium về mặt sinh dưỡng là khác biệt với các loài khác ở chỗ có phiến lá rất rộng với mép rậm lông tơ và tầm vóc mập mạp của cây. Các lá mới hơi có ánh màu đỏ burgundy ở mặt dưới nhưng nhanh chóng chuyển thành xanh lục hoàn toàn khi trưởng thành. Phần lớn các mẫu vật đã quan sát chỉ có 2 thân giả cùng một thời điểm và phát triển rất chậm. Các lá bắc lõm với đỉnh khép kín tạo cho cụm hoa bề ngoài giống như quả mâm xôi. Các hoa hẹp định vị theo chiều thẳng đứng bên trong các lá bắc dạng túi giống như ở Z. coloratum. Người ta vẫn chưa quan sát thấy cụm hoa ở các cá thể mọc hoang dã còn các cây gieo trồng cũng ra ít hoa.